# Walter Rodney
Walter Rodney (Georgetown, 23 marzo 1942 – Georgetown, 13 giugno 1980) è stato uno storico e politico guyanese.
È noto per le sue posizioni anti-colonialiste e per la sua dura critica della condotta delle nazioni europee nei confronti delle colonie africane e americane, ed è considerato uno dei padri del panafricanismo.

## Biografia
Walter Rodney è nato nel 1942 in una famiglia della classe operaia. Da giovane, Rodney si distinse negli studi, frequentando prima il Queen's College in Guyana e poi la celebre University of West Indies in Giamaica. Dopo la laurea (1963) conseguì il dottorato presso la School of Oriental and African Studies di Londra. La sua dissertazione sul commercio degli schiavi nella Guyana superiore ebbe una vasta risonanza nell'ambiente accademico, poiché rivelava l'infondatezza di numerosi elementi della visione tradizionale della storia della regione.

### Rodney in Giamaica
Nel 1968 ha insegnato storia africana all'Università delle Indie Occidentali (UWI) nel distretto di Mona a Kingston, in Giamaica. Organizza inoltre regolarmente conferenze informali nel cuore dei vari ghetti di West Kingston, durante le quali diffonde alla popolazione le sue idee panafricaniste, anti-colonialiste e marxiste. I suoi dibattiti e gli scambi con i seguaci rastafariani lo hanno ispirato a scrivere il libro The Gounding with my Brother, che è diventato un'opera di riferimento per il movimento Caribbean Black Power. In questo libro, Walter Rodney ha denunciato l'atteggiamento del governo giamaicano che, secondo lui, serviva gli interessi degli stati capitalisti occidentali a scapito della popolazione nera dell'isola.
Nell'ottobre 1968, il primo ministro Hugh Shearer approfittò del viaggio di Walter Rodney in Canada, dove avrebbe partecipato al Congresso degli scrittori neri, per emanare un divieto di viaggio contro di lui in Giamaica. Dopo aver appreso la notizia, gli studenti del campus dell'Università di Mona hanno organizzato una manifestazione di protesta e si sono diretti verso il centro della città, raggiunti da migliaia di persone lungo il percorso. La folla è stata fermata da uomini armati dell'ILOU che hanno sparato sui manifestanti dal loro quartier generale di Duke Street. I disordini che ne sono seguiti, conosciuti come i Rodney Riots, hanno causato tre morti, molti feriti e numerosi incendi.

### Rodney in Tanzania
Parte per la Tanzania, dove è vicino a C.L.R. James, tra gli altri, e sostiene il governo socialista di Julius Nyerere. Mentre il suo lavoro accademico ha contribuito "alla nascita delle scienze sociali africane decolonizzate", Rodney ha lavorato per diffondere la conoscenza nei villaggi della Tanzania, dove parlava il kiswahili, la lingua del popolo. Continua il suo attivismo panafricano e, analizzando le cause del sottosviluppo del continente, pubblica How Europe Underdeveloped Africa nel 1972. In preparazione del Congresso panafricano del 1974, ha preparato un testo su "La lotta di classe internazionale in Africa, nei Caraibi e nelle Americhe". In essa denunciava i leader che, come Félix Houphouët-Boigny, Jean-Claude Duvalier, Idi Amin Dada e Mobutu Sese Seko, si rivolgevano al tribalismo con il pretesto della "negritudine". 

### Ritorno in Guyana
A metà degli anni Settanta, Walter Rodney tornò nella sua Guyana natale, dove fondò la Working People Alliance (WPA), con la quale si oppose ferocemente al potere dittatoriale in atto e alle divisioni etniche. La WPA mira a "creare una coscienza politica, sostituendo la politica etnica con organizzazioni rivoluzionarie basate sulla solidarietà di classe".
Si impegna a scrivere una storia popolare della Guyana, che rimarrà incompiuta.
Fu assassinato il 13 giugno 1980 a Georgetown da un membro delle forze speciali di difesa della Guyana, che fu poi esfiltrato nella Guyana francese, dove visse fino alla morte.
Il governo della Guyana, emerso dal Congresso Nazionale del Popolo (PNC), ha a lungo suggerito che Walter Rodney si sia ucciso fomentando un attacco. Una parte della popolazione continua a credere a questa versione degli eventi. Nel 2014 è stata aperta una commissione d'inchiesta sulle circostanze dell'assassinio di Walter Rodney. In un rapporto pubblicato nel 2016, si afferma che l'assassino "ha agito come un agente dello Stato, con il supporto di individui in posizioni di comando nell'apparato statale, e al fine di realizzare i desideri dell'amministrazione della PNC". 

## Opere
- The Groundings with my Brothers (1969)
- A History of the Upper Guinea Coast (1970)
- How Europe Underdeveloped Africa (1972)
- World War II and the Tanzanian Economy (1976)
- Guyanese Sugar Plantations in the Late Nineteenth Century: a Contemporary Description from the "Argosy" (1979)
- A History of the Guyanese Working People, 1881-1905 (1981)
- Marx in the Liberation of Africa (1981)
- Walter Rodney Speaks: the Making of an African Intellectual (1990)